# رامه پائین
رامه پایین، روستایی از توابع شهرستان آرادان در استان سمنان ایران است
.
ورودی مسیر این روستا در ۴۰ کیلومتری جاده ی گرمسار به سمنان،در محدوده ی ده نمک میباشد، مسیر رسیدن به این روستا تا قسمتی بصورت جاده ی آسفالته (حدود۵ کیلومتر)و مابقی مسیر بصورت جاده ی خاکی و ناهموار میباشد که در فصل بارندگی عبور و مرور در این مسیر به سختی صورت می گیرد.این مسیر از روستای چهارطاق نیز عبور میکند.
این روستا به دلیل قرار گرفتن در دره و برخورداری از آب فراوان دارای پوشش گیاهی سرسبزی است که اغلب بصورت باغ های میوه و مرکبات می باشد.
در این روستا درختان میوه نظیر سیب، به، آلو، زردآلو، گردو به وفور دیده می شود.
روستای رامه از دوبخش رامه بالا و رامه پایین تشکیل شده.
اهالی این روستا اکثرا در شهر گرمسار و آرادان ساکن هستند و فقط در فصل های بهار و تابستان و اوایل پاییز که آب و هوا معتدل است و زمان رسیدگی به باغات و برداشت محصول می باشد در روستا ساکن می شوند.
در فصل های سرد سال مخصوصا در فصل زمستان به علت بارش سنگین باران و برف، مسیر رسیدن به روستا اغلب مسدود می شود و رفت و آمد به روستا دشوار می شود.
این روستا در فصل های سرد سال اغلب خالی از سکنه می باشد و فقط چند نفر از اهالی برای مراقبت و نگهبانی از روستا در آنجا میمانند و مابقی اهالی در شهر ساکن می شوند و فقط گاهی برای سرکشی به باغ خود به روستا میروند.
این روستا از جنبه ی تاریخی نیز دارای اهمیت می باشد و قدمت تاریخی دارد.
در مجاورت این روستا قطعه ای تاریخی بنام قلعه ی ضحاک وجود دارد ولی به دلیل قرار گرفتن این قلعه در ارتفاع بالای کوه دسترسی به آن بسیار دشوار و پرخطر میباشد.
در کوه های اطراف این روستا حیواناتی از قبیل قوچ و کل و گراز دیده میشوند.

## جمعیت
این روستا در 55 کیلمتری شمال شرقی شهرستان آرادان قرار دارد و براساس سرشماری مرکز آمار ایران در سال ۱۳۸۵، جمعیت آن ۱۳۸ نفر (۴۱خانوار) بوده‌است.